# Anton Joseph von Brentano-Cimaroli
Anton Joseph, baron von Brentano-Cimaroli (13 novembre 1741, Gênes - 20 janvier 1793, Francfort-sur-le-Main) est un général autrichien.

## Biographie
Fils de Joseph Andreas Brentano-Cimaroli, sénateur milanais et consul à Gênes et Trieste, et neveu du maréchal Joseph Anton von Brentano-Cimaroli (1719–1764), il rejoint son oncle dans l'Armée autrichienne à l'âge de quinze ans. Promu lieutenant durant la Guerre de Sept Ans, il est colonel durant la Guerre de succession de Bavière. Il réussit à capturer seize officiers et quatre cents hommes durant la bataille de Dittersbach.
Il est chargé de constituer un corps de volontaires pour prévenir des attaques des Turcs.
Il est promu Major-général en 1785 et Brigadier à Karlovac.
Il se distingue brillamment durant la Guerre russo-turque de 1787-1792, puis durant la Première Coalition.
Il mourut en 1793 dans la maison d'un de ses parents Peter Anton Brentano (de).

## Sources
- Constantin von Wurzbach, Biographisches Lexikon des Kaiserthums Oesterreich, 2, 1857